# Thành Tân Sở

Thành Tân Sở (dựa theo bản vẽ của A.Delvaux)

Thành Tân Sở hay Sơn phòng Tân Sở là tên một tòa thành cổ của nhà Nguyễn; nay thuộc địa phận làng Đốc Kỉnh, xã Cam Chính, huyện Cam Lộ, tỉnh Quảng Trị, Việt Nam.
Sau cuộc phản công của phe chủ chiến ở Kinh thành Huế thất bại, sáng ngày 5 tháng 7 năm 1885, vua Hàm Nghi phải chạy ra thành Tân Sở, và đến ngày 13 cùng tháng, ngài bèn ban bố dụ Cần Vương lần đầu ở tại đây, làm dấy lên một phong trào kháng Pháp rộng khắp. Song chỉ mấy ngày sau, tướng De Courcy sai quân đến bao vây biển Nhật Lệ và đánh chiếm tỉnh thành Quảng Trị, buộc tướng Tôn Thất Thuyết phải phò vua rời Tân Sở.... Liền khi ấy, quân Pháp tràn cướp phá và san bằng Sơn phòng này.

## Vị trí, lý do xây dựng
Trên quốc lộ 9 từ Đông Hà đi Lao Bảo, chỗ cây số 12 rẽ theo đường vào Cùa chừng 7 km sẽ gặp một bình nguyên đất đỏ bazan, được bao bọc bốn phía bởi các dãy núi trùng điệp, đó là vùng đất mà thành Tân Sở khi xưa đã tọa lạc.
Năm 1873, quân Pháp đánh ra Hà Nội lần thứ nhất, buộc nhà Nguyễn phải ký Hòa ước Giáp Tuất (1874), thì ngay sau đó triều thần đã đề nghị lên vua Tự Đức xin khẩn trương xây dựng các Sơn phòng tại tất cả các tỉnh miền Trung, và được chấp thuận. Trong đó đáng chú ý là Nha Kinh lý Sơn phòng Quảng Trị, tiền thân của thành Tân Sở .
Tuy nhiên, việc xây dựng Sơn phòng được tiến hành khẩn trương vào cuối năm 1883, dưới triều vua Kiến Phúc. Khi ấy, triều đình ban lệnh cho các phạm nhân đã phân loại đến khai khẩn ở Sơn phòng Quảng Trị, cho "dời nha Sơn phòng Quảng Trị tới làng Bảng Sơn, lỵ sở phủ Cam Lộ cũng xin dời về trong Sơn phòng" , đồng thời giao cho Phụ chính Nguyễn Văn Tường trực tiếp đứng ra đôn đốc binh sĩ, tù nhân và dân phu trong quá trình xây dựng thành Tân Sở, bởi Cơ mật viện cho là "Sơn phòng Quảng Trị có thể làm hậu lộ cho kinh đô (Huế)" .

## Kiểu dáng kiến trúc
Qua cuộc khảo cứu thực địa vào năm 1941, tác giả A.Delvaux công bố rằng thành Tân Sở có diện tích gần 23 ha, gồm hai vòng thành đều hình chữ nhật. Vòng thành ngoài có chiều dài 548 m, rộng 418 m; xung quanh trồng tre, có 4 cửa (Tả, Hữu, Tiền, Hậu) ở chính giữa bốn mặt thành. Thành nội dài 165 m, rộng 100 m (diện tích 16,5 ha), cũng có bốn cửa, bên trong có mấy nếp nhà dùng làm nhà ở của các quan, có chợ, trại lính, kho đạn, hầm súng, tàu voi, trại giam, giếng nước, v.v"....
Tuy nhiên, hiện vẫn tồn tại vài công bố khác nhau về quy mô và quy cách thành Tân Sở, đáng chú ý có tài liệu của Linh mục H. De Pirey công bố năm 1914. Theo ông thì "tòa thành hình vuông, mỗi cạnh 780 m, gồm ba vòng thành: Vòng thành ngoài là một hệ thống cọc cao chừng 4 mét, đóng sâu xuống đất. Vòng thành kế tiếp mỗi cạnh 420 m, cao 2 m, được đắp bằng đất, bao bọc thành nội ở bên trong"....
Giải thích sự khác nhau này, PGS. TS Sử học Đỗ Bang, viết: 
"Vì sau khi vua Hàm Nghi rời Tân Sở, tòa thành này bị quân Pháp san bằng, nên các dữ liệu đầy đủ và chính xác về thành Tân Sở còn lại là rất hiếm. Do vậy, thành Tân Sở để lại nhiều vấn đề tồn nghi. Thành có 3 hay 2 vòng thành, kích thước các vòng thành vẫn chưa thống nhất. Vòng thành ngoài trồng bao nhiêu hàng tre (4, 3, 2 hay 1), Thành Nội có xây gạch không, hào thành và lũy thành như thế nào thì vẫn phải cần nghiên cứu thêm .

## Tốn rất nhiều thời gian, công sức và tiền của
Để xây dựng thành Tân Sở, triều đình đã huy động "hàng ngàn binh lính, tù phạm và dân phu ngày đêm đào hào, xây thành, đắp lũy. Vật liệu tại chỗ chủ yếu là gỗ, tre, mây...còn phần lớn được vận chuyển từ Huế ra để xây dựng, trong đó có gạch với kích thước lớn, khối lượng lớn để xây Thành Nội và một số kiến trúc ở bên trong Thành Nội. Đồng thời, phải khẩn hoang để tự chủ lương thực, dự trữ muối để phòng lúc bị vây, khai quặng sắt để rèn đúc công cụ và vũ khí. Ngoài ra, còn phải đưa vàng bạc, vũ khí từ Huế ra trước để dự phòng, mở đường thượng đạo để thông với kinh đô Huế và Quảng Bình"....
Nhà sử học Phạm Văn Sơn cho biết thêm chi tiết: "Trong hai năm, Tôn Thất Thuyết đã cho huy động tới 2.000 dân phu vào việc đào hầm, đắp lũy; và ba tháng trước ngày đánh úp Pháp ở Huế, ông đã bí mật cho các vật liệu, súng ống, thóc gạo, châu báu, bạc tiền đi Tân Sở. Khi Lemaire còn làm Tổng trú sứ ở Huế, nghe phong phanh Nam triều chở vũ khí và tiền bạc đi Tân Sở, ông có đến hỏi Phụ chính Nguyễn Văn Tường, nhưng ông Tường cố chối cãi. Sau, ông Tường thú nhận với Đặc phái viên De Champeaux rằng, từ đầu tháng 6 năm 1885, chỉ tính riêng số bạc nén cho đưa ra thành Tân Sở đã là 300.000 lượng!"....
Picad Destelan trong sách An Nam và Bắc Kỳ (xuất bản tại Paris, 1892) cũng cho biết rằng: "Đã ba tháng nay (tức trong năm 1883), một ngàn đến mười lăm ngàn người làm việc trong thành Cam Lộ, không những xây để phòng thủ, mà còn là nơi để thành Hoàng cung, (và) sẽ là Kinh đô thứ hai" .

## Nhưng sớm bị san bằng
Một số tác giả cho rằng vua Hàm Nghi lên Tân Sở vào ngày 10 tháng 7 năm 1885 , rồi ba ngày sau nhà vua ban Dụ Cần Vương. Lần thứ hai là khi trên đường ra Quảng Bình bằng đường hạ bạn ở đồng bằng thì nghe tin quân Pháp đón bắt ở Đồng Hới, Tôn Thất Thuyết phải đưa nhà vua về lại Tân Sở, rồi theo con đường thượng đạo để ra Bắc. Liền khi ấy, quân Pháp tràn cướp phá và san bằng Sơn phòng này.
Lý giải vì sao thành Tân Sở nằm ở địa thế hiểm trở, có núi non trùng điệp, có đường xuyên thông sang Lào và ra Bắc Kỳ, lại có những kho thóc cất giữ kín đáo... nhưng không thể ở được dài lâu, nhà sử học Phạm Văn Sơn viết: 
..."Tôn Thất Thuyết sở dĩ phải bỏ Tân Sở, vì có tới đây ông mới thấy vùng Cam Lộ có nhiều điều bất lợi, bởi không đông dân chúng và ít trù phú, việc tuyển mộ lính tráng sẽ khó khăn, việc tiếp vận quân lương, vũ khí sẽ bế tắc nốt...Ngoài ra, nếu quân Pháp chiếm đóng Cam Lộ, Tân Sở sẽ thành cái túi mà miệng túi đã đóng rồi, các lối ra biển, lên Lào, vào Nam, ra Bắc đều sẽ bất tiện. Chính vì vậy, ông Thuyết muốn đem vua đi Nghệ Tĩnh, là nơi có thể làm trung tâm lâu dài cho cuộc kháng chiến... Xét ra vua Hàm Nghi ở Tân Sở chỉ độ 4 hay 5 ngày"...
GS. Trần Văn Giàu có những nhận xét tương tự: 
"Từ Quảng Trị, vua Hàm Nghi và Tôn Thất Thuyết đi lên Tân Sở. Thành Tân Sở được xây dựng từ 2 năm nay ở phía trong thành Cam Lộ, về hướng biên giới Lào-Việt, sau một cái đèo hiểm trở. Nhưng ở đây không phải là một địa bàn để hoạt động vì đất quá nghèo, dân quá ít. Ở Tân Sở nếu quân Pháp chiếm đóng Cam Lộ, Tân Sở sẽ trở thành cái rọ mà cửa đã đóng rồi; ra biển, lên Lào, đi Nam, đi Bắc đều bất tiện. Thành Tân Sở có mấy vòng thành liên tiếp bao bọc một số lâu đài kho lẫm, trại lính, có đủ thóc, muối, súng, đạn, châu báu; nhưng vách thành Huế kia còn không đứng vững thì nếu ở đây, sao khỏi bị bắt một ngày nào?"
"Vậy cho nên, ông Thuyết ra lệnh bỏ Tân Sở mà lên Quảng Bình, nhưng đi đến Thụy Ba thì được tin quân Pháp đã đổ lên nơi đó rồi, để ngăn không cho đoàn Hàm Nghi ra vùng Thanh - Nghệ-Tĩnh, là nơi mà hịch Cần Vương đã gây lên phong trào rất mạnh. Vua Hàm Nghi và ông Thuyết lộn về Tân Sở thì quân Pháp đã chiếm thành Cam Lộ. Ông Thuyết cùng vua đành phải vội vã rời Tân Sở đi đường núi, ra phía Bắc, bỏ lại vô số của cải, kho tàng, báu vật, và quân Pháp tràn đến cướp liền…".
Song theo quan điểm của Đỗ Bang, thì:
"Tân Sở tuy không phải là vị trí tối ưu nhưng lại là nơi có nhiều lợi thế so với các địa điểm khác. Bởi vì Tân Sở ở gần Kinh đô Huế, lúc thiên đô cũng nhanh, khi lực lượng phát triển, làm chủ được tình thế tiến về giải phóng Kinh thành Huế cũng tiện, lại an toàn hơn so với Nam Kỳ và Bắc Kỳ là nơi Pháp đã tấn công và thực hiện chính sách cai trị. Nơi đây, sau gần mười năm làm Tri huyện, Nguyễn Văn Tường cũng đã hiểu được thế đất, lòng người; đặc biệt là chính sách thu phục các dân tộc thiểu số của triều đình Huế mà Nguyễn Văn Tường có nhiều đóng góp xuất sắc. Vào thời điểm thiên đô ra Tân Sở (5 tháng 7 năm 1885), hạm đội Pháp có mặt ở Đà Nẵng và Đồng Hới để chờ bắt sống vua Hàm Nghi và phe chủ chiến, thì con đường thượng đạo từ Tân Sở lên Lào để ra Bắc, vào Nam là sinh lộ duy nhất của triều đình kháng chiến nhằm duy trì hoạt động yêu nước trong các bản làng, liên thông với hệ thống Sơn phòng được xây dựng khắp các tỉnh miền Trung để phát động phong trào Cần Vương, cứu nước. Tuy không hoàn hảo, nhưng Tân Sở vẫn là giải pháp khả thi nhất".

## Chỉ còn là phế tích
Nhân kỷ niệm 125 năm ngày vua Hàm Nghi ban dụ Cần Vương tại Tân Sở (13 tháng 7 năm 1885 – 13 tháng 7 năm 2010), ngày 13 tháng 7 năm 2010, tại huyện Cam Lộ (Quảng Trị) đã diễn ra cuộc hội thảo khoa học "Thành Tân Sở với phong trào Cần Vương" do UBND tỉnh Quảng Trị và Hội Khoa học lịch sử Việt Nam tổ chức.
Trong cuộc hội thảo, các nhà nghiên cứu tỏ sự bức xúc và thái độ không hài lòng trước việc thành Tân Sở dù đã được công nhận xếp hạng di tích quốc gia từ năm 1995, nhưng cho đến hôm nay, di tích này đã thực sự trở thành một phế tích, vì "chẳng còn lại gì ngoài những vườn cây cao su và những bãi đất trống" .